# Charles Paddock
Charles ("Charlie") William Paddock (Gainesville, Texas; 11 de agosto de 1900-Sitka, Alaska; 21 de julio de 1943) fue un atleta estadounidense doble campeón olímpico.
Participó en la I Guerra Mundial como teniente de artillería. Una vez acabada la guerra estudió en la Universidad Meridional de California, fue aquí donde se hizo miembro del equipo de atletismo en pista y campo a través, destacando en las carreras de velocidad. Ganó en 1919, los 100 y los 200 metros lisos en la primera carrera que se celebraba después de la guerra, los juegos interaliados, campeonato en el que competían soldados de las naciones aliadas.

## Juegos Olímpicos
Al año siguiente fue elegido para representar a su país en los Juegos Olímpicos de 1920 a celebrar en Amberes. Ganó la final de los 100 metros y quedó segundo en los 200 metros. Como miembro del equipo de relevos 4 x 100 metros, consiguió su segunda medalla de oro.
Cuatro años más tarde acudió también a los Juegos Olímpicos de 1924 en París. De nuevo se clasificó para las finales de 100 y 200 metros, pero en esta ocasión, quedó 5º en los 100 metros y fue medalla de plata en los 200 metros.
Charlie Paddock participó cuatro años después en su tercera olimpiada, pero esta vez no se clasificó para la final de 200 metros.
Durante su actividad atlética llevó la gestión de algunos periódicos. Su suegro fue el publicista Charles H. Prisk. A finales de los años 1920s actuó también en algunas películas. Desde el fin de la I Guerra Mundial, formaba parte del equipo personal del General William P. Upshur. Su biografía titulada The Fastest Human (El humano más rápido) fue publicada en 1932.

## Muerte
En 1943, durante la II Guerra Mundial el general Upshur y Paddock murieron en un accidente aéreo cerca de Sitka en Alaska. Paddock esta sepultado en Sitka National Cemetery in Sitka.

## Galería

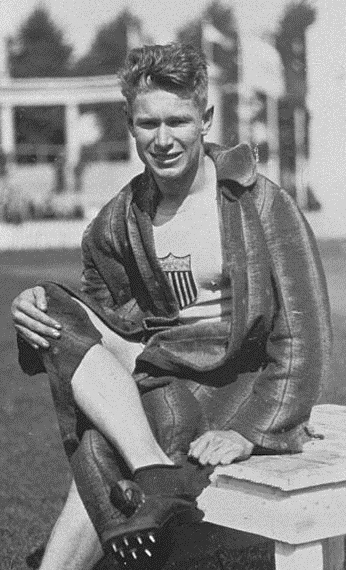
Charles Paddock en 1920
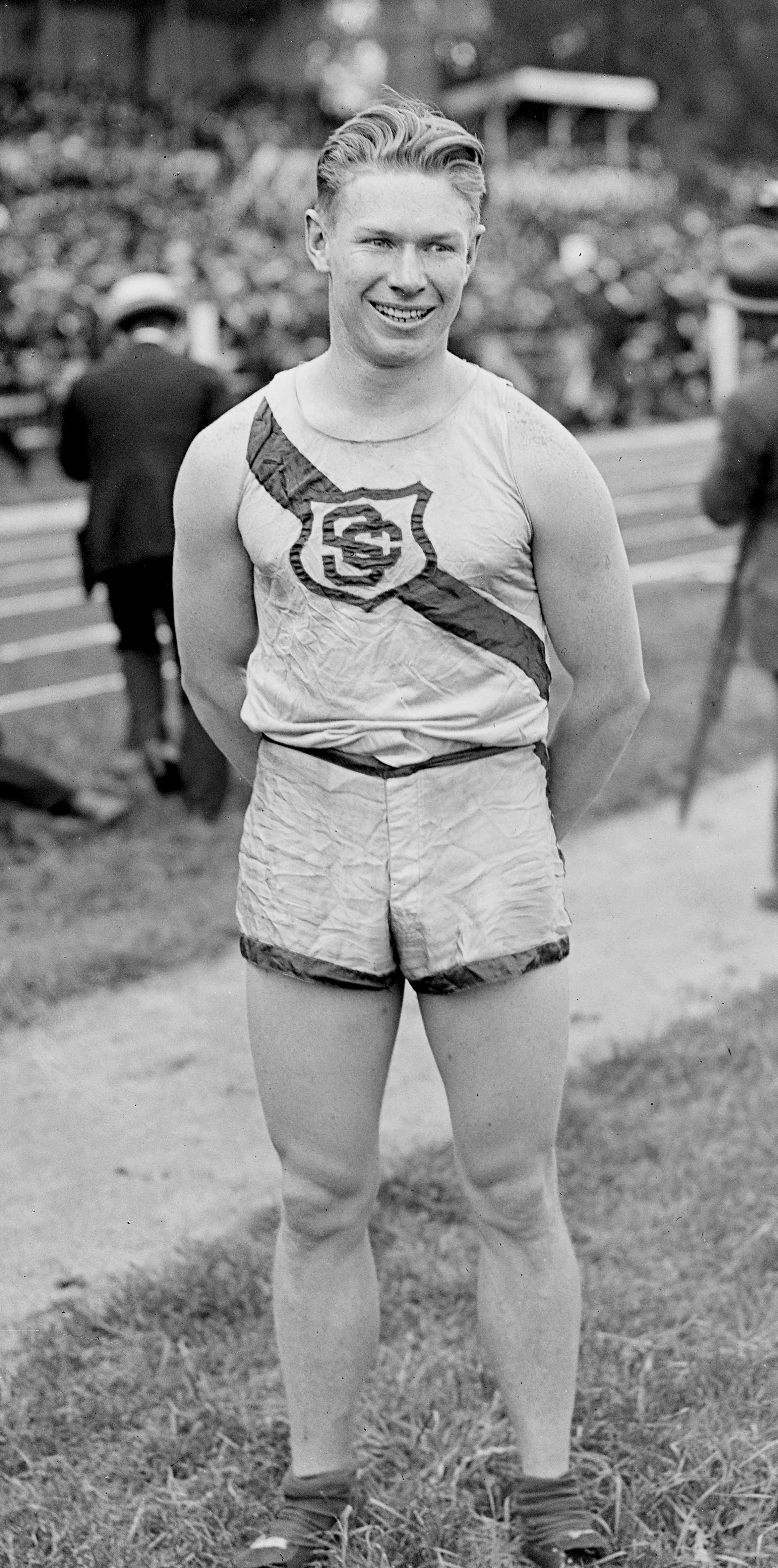
Charles Paddock en 1920